# Eupempelus illuminus
Eupempelus illuminus is een keversoort uit de familie van de boktorren (Cerambycidae). De wetenschappelijke naam van de soort werd voor het eerst geldig gepubliceerd in 2001 door Mermudes & Napp.